# Strijp (Laarbeek)
Strijp is een buurtschap in het dorp Aarle-Rixtel, deel van de gemeente Laarbeek in de Nederlandse provincie Noord-Brabant. De buurtschap ligt ten noorden van Kasteel Croy en bestaat uit de straten Florentiusdreef, Piushof, Clovishof, Carolushof, Strijpsoord,Laag Strijp en Hoog Strijp. De buurtschap bestaat uit meer dan 60 woningen en ongeveer 7 boerderijen.

## Etymologie
De naam 'Strijp' kan evengoed 'streep' betekenen als 'rij' en heeft te maken een reeks huizen of boerderijen.
Hoofdplaats: Beek en Donk      Dorpen: Aarle-Rixtel · Lieshout · Mariahout

Buurtschappen: Achterbosch · Asdonk · Beemdkant · Bemmer · Broek · Broekkant · Deense Hoek · Donkersvoort · Ginderdoor · Groenewoud · Heereind · Hei · Heikant · 't Hof · Hool · Karstraat · Laar · Strijp

Noord-Brabant: Steden en dorpen      Nederland: Provincies · Gemeenten